# Edgewater (Colorado)
Edgewater és una població dels Estats Units a l'estat de Colorado. Segons el cens del 2006 tenia 5.159 habitants.

## Demografia
Segons el cens del 2000, Edgewater tenia 5.445 habitants, 2.331 habitatges, i 1.314 famílies. La densitat de població era de 2.961 habitants per km².
Dels 2.331 habitatges en un 29% hi vivien nens de menys de 18 anys, en un 36,6% hi vivien parelles casades, en un 13,9% dones solteres, i en un 43,6% no eren unitats familiars. En el 34,5% dels habitatges hi vivien persones soles el 9,6% de les quals corresponia a persones de 65 anys o més que vivien soles. El nombre mitjà de persones vivint en cada habitatge era de 2,34 i el nombre mitjà de persones que vivien en cada família era de 2,99.
Per edats la població es repartia de la següent manera: un 24,1% tenia menys de 18 anys, un 12,5% entre 18 i 24, un 34,9% entre 25 i 44, un 18,6% de 45 a 60 i un 10% 65 anys o més.
L'edat mediana era de 31 anys. Per cada 100 dones de 18 o més anys hi havia 98,9 homes.
La renda mediana per habitatge era de 35.023 $ i la renda mediana per família de 40.426 $. Els homes tenien una renda mediana de 30.347 $ mentre que les dones 25.735 $. La renda per capita de la població era de 19.166 $. Entorn del 8,1% de les famílies i el 10,2% de la població estaven per davall del llindar de pobresa.

## Poblacions més properes
El següent diagrama mostra les poblacions més properes.